# Master of Magic
Master of Magic (сокр. MoM) — фэнтезийная компьютерная игра в жанре пошаговой стратегии. Разработана Стивом Барсиа из компании Simtex и выпущена в 1994 году компанией Microprose.
Действие в игре происходит в вымышленных мирах — Арканусе (Arcanus) и его тёмном отражении Мирроре (Myrror). Другими основными отличиями являются возможность проведения тактических боёв и применение магии как на стратегической, так и на тактической картах.

## Игровой процесс
Цель игры — взяв на себя роль волшебника и управляя определённой расой, получить контроль над обоими мирами путём войны с другими магами и возглавляемыми ими расами. Каждый волшебник имеет особые магические способности, расы также сильно разнятся. Есть три способа выиграть: дипломатический — объединиться в альянс со всеми оставшимися в живых волшебниками, военный — силами своих войск уничтожить всех волшебников и магический — разработать весьма длинное и сложное заклинание Владычества (Spell of Mastery), позволяющее навсегда изгнать всех остальных волшебников в Лимбо, откуда нет возврата.
Игровой процесс Master of Magic включает в себя экономическую, военную и дипломатическую стороны, науку в игре заменяет магия. Игра происходит в пошаговом режиме, при нападении армий друг на друга есть возможность перевести игру на тактическую карту и самостоятельно провести сражение, или же можно отказаться и результат битвы будет вычислен автоматически.

Скришнот игрового процесса.

Игрок может выбрать одну из пяти сфер магии (посвятив себя целиком одной сфере или став универсалом) и начальную расу, каждая из которых имеет как достоинства, так и недостатки. Сам игровой процесс состоит из исследования миров, разработки новых заклинаний, колонизации земель, и, конечно, военных действий как с другими волшебниками, так и с независимыми городами и монстрами. На стратегической карте разбросано множество магических узлов (мест, источающих магическую энергию), всевозможных руин и логовищ монстров, которые можно захватить, получив не только опыт в битве, но и всевозможные ресурсы, включающие даже новые заклинания или же пленного героя. Герои — немаловажная часть игрового процесса, поскольку обладают существенно бо́льшими возможностями, чем любые воины игрока.

### Завязка сюжета
Игрок начинает игру как волшебник, знающий лишь несколько заклинаний, в его распоряжении два отряда солдат и деревня (hamlet). Он должен изучать новые заклинания и отстраивать имеющееся поселение, а также строить новые, захватывать источники магической энергии и создавать армии, либо призывать магических существ как для защиты имеющихся городов, так и для захвата новых. От мощи империи и величия деяний волшебника растёт его репутация, что не только влияет на дипломатию (то есть отношения с другими волшебниками), но и притягивает к нему всё более и более могучих героев. Для победы необходимо либо захватить все города других волшебников, либо разработать и применить заклинание Владычества (Spell of Mastery), позволяющее уничтожить всех волшебников разом.
Игра происходит в мире, где существуют два параллельных измерения — Арканус и Миррор, связанные между собой специальными башнями — телепортерами (позже возможна разработка заклинаний, позволяющих перемещаться между мирами по желанию волшебника). Игрок может начать игру как в Арканусе, так и в Мирроре. Арканус похож на Землю с её реками, лесами, океанами и горами, но населён различными расами (например, варварами) и магическими существами и обладает источниками магии. Миррор ещё более магический мир, обладающий ресурсами, отсутствующими на Арканусе и другими, как правило, более могущественными расами (например, дракониды).

### Особенности местности и ресурсы на стратегической карте
Ресурсы обоих миров МоМ в целом легко ассоциируются с земными. Как и следует предположить, травянистые равнины отлично подходят для производства пищи, холмы и леса увеличивают продуктивность производства, а реки способствуют увеличению прибыли, стимулируя рост торговли. Труднопроходимая местность наподобие гор и болот требует большего времени на преодоление, а дороги позволяют путешествовать быстрее. Но вместе с тем, существуют безусловные отличия, так как в мире МоМ присутствует магия и ресурсы, не встречающиеся на Земле.

#### Ресурсы
Тут и там на стратегической карте «раскиданы» ресурсы, дающие дополнительные бонусы городам, расположенным достаточно близко к ним. Это уголь и железная руда, снижающие стоимость производства армий; месторождения драгоценных металлов и камней увеличивают прибыль города, дикие животные, водящиеся в окрестностях города, увеличивают производство пищи, а магические кристаллы — энергию (power). На некоторых участках произрастают особые деревья — паслёны (англ. nightshade), увеличивающие устойчивость города к заклинаниям других волшебников. Есть ещё два вида ресурсов, увеличивающих атаку и защиту производимых в городе армий: мифрил и адамантиум. Адамантиум увеличивает защиту и атаку на два пункта, и встречается только в Мирроре, мифрил встречается как в Мирроре, так и в Арканусе, и увеличивает защиту и атаку на один пункт. Не все вышеуказанные бонусы доступны сразу, для использования некоторых в начале необходимо построить специальные сооружения.
Не являясь «ресурсом» в прямом смысле слова, дороги тем не менее относятся к тем особенностям местности, о которых нельзя не упомянуть, поскольку они не только увеличивают торговлю между городами, но и способствуют быстрейшему передвижению войск. Строятся дороги инженерами, а не поселенцами (англ. Settlers), как в Civilization, кроме того, могут быть зачарованы специальным заклинанием (англ. «Enchant road») на полное отсутствие платы (в виде очков передвижения) за перемещение по ним, это перекликается с железными дорогами в Civilization; в отличие от Civilization не все расы могут строить дороги, а лишь три арканусовские и две миррорские. Ко всему прочему, дороги Миррора зачарованы изначально.

#### Особые постройки и ресурсы
Магические узлы (англ. Magic nodes), встречающиеся как в Арканусе, так и в Мирроре, являются источниками магической энергии. Бывает три вида узлов: чародейские (англ. sorcery), хаоса (англ. chaos) и природы (англ. nature). Каждый вид охраняется существами, относящимися к той же магической школе, что и узел. Те узлы, что расположены в плане Миррора, более продуктивны, но и охрана у них мощнее. Волшебник благодаря врождённым или приобретённым способностям может получать большее количество маны либо с определённого вида узлов, либо со всех сразу.
Для захвата узла и поступления с неё маны, волшебник вначале должен победить армию, охраняющую узел, а затем воспользоваться особым духом (англ. spirit), обладающим способностью сливаться (англ. meld) с узлом, обеспечивая тем самым волшебнику доступ к её энергии. Есть два вида духов: магические духи (англ. magic spirit) и духи-стражники (англ. guardian spirit), вызывать первых могут все волшебники, тогда как последние доступны только практикующим магию жизни.
Помимо этого, узлы влияют на магию, применяемую во время битвы, происходящей в пределах их магической ауры (англ. magical aura), включающей в том числе и сам узел. Когда бой проходит непосредственно в узле, заклинания других школ могут быть рассеяны (англ. dispelled) ещё до того, как они подействуют, тем самым магия, затраченная на их применение, расходуется впустую. Это может быть преодолено лишь врождённой или приобретённой способностью волшебника, называемой Владыка Узлов (англ. Node Mastery), которая к тому же обеспечивает удвоение маны, получаемой со всех видов узлов, что делает её довольно полезной. В боях, происходящих в пределах магической ауры узла, существам, относящимся к той же магической школе, прибавляется один пункт к атаке.
Кроме узлов в мире MoM встречаются руины (англ. ruins), заброшенные храмы (англ. temple), подземелья (англ. dungeon), крепости (англ. keep), логова монстров (англ.  lairs) и пещеры (англ.  caves). Населённые враждебными существами, они содержат ценные сокровища, ждущие волшебников, достаточно могучих для их захвата. Более сильные монстры подразумевают более ценные сокровища. Этими сокровищами могут быть как непосредственно деньги, так и магические кристаллы, новые заклинания, герои и даже новые способности волшебника. Особый вид логова — башня волшебника (англ. wizard tower), победив существ населяющих её, волшебник получает возможность использовать башню для перемещения своих войск из Аркануса в Миррор и обратно, без дополнительных затрат.

### Магия
Магия — это основа игры. Возможности магии практически безграничны, волшебник в состоянии вызывать себе в помощь могущественных существ, творить заклинания уничтожения, провидения и обмана, обращая их на отдельные армии или города, либо сотворить волшебство, под которое подпадёт весь мир. Волшебник, далеко продвинувшийся во владении магией, может, управляя средненькой армией, сокрушить могучую орду врага, используя магию на поле боя (тактической карте). Магия позволяет значительно улучшить производство, торговлю, либо же вообще превратить город в подобие рая или поднять его в облака, сделав недоступным для наземных сил врага. Можно поднять вулкан или превратить гору в равнину.

#### Виды магии
Есть шесть видов (школ или цветов (англ. colors)) магии. Тайная (бесцветная) магия (англ. Arcane magic) — основной вид магии, доступный каждому волшебнику вне зависимости от его начальных способностей в других областях. В тайную магию входит лишь несколько заклинаний, своего рода основа магии — развеивание заклинаний (англ. dispell), призвание героев (англ. summon hero) и создание артефактов (англ. artifacts). Верховное заклинание (англ. Spell of Mastery) также относится к тайной магии. Таким образом, в начале игры волшебник может выбрать из пяти видов магии — помимо тайной, доступны: магия жизни, магия смерти, магия хаоса, магия природы и магия чародейства. Всего можно выбрать одиннадцать книг или пунктов в определённой магии, либо же в нескольких, однако сочетать магию жизни и магию смерти нельзя.
Магия жизни (англ. Life magic), знаком которой является белый анкх (англ. white ankh), магия создания, улучшения и восстановления. Волшебник, владеющий магией жизни, способен не только исцелить (англ. heal) свои армии, но и воскресить (англ. resurrect) их, улучшить их боевые качества, защитить от магии смерти, заставить процветать свои города, и полностью контролировать перемещение войск между мирами. Магия жизни — антагонист магии смерти и магии хаоса.
Магия смерти (англ. Death magic), знаком которой является чёрный череп (англ. black skull), магия тьмы и зла. Волшебник, владеющий этой магией, способен призывать нежить (англ. undead) — ужасных существ способных, убив кого-либо, воскресить его как нежить под своим управлением. Способен убивать целые армии одним лишь своим «пожеланием» (англ. death wish). Вражда между магией жизни и магией смерти столь сильна, что волшебник, специализирующийся в одной из них, не способен не только выбрать книги другой при старте, но и найти их в захваченных сокровищах во время игры.
Магия хаоса (англ. Chaos magic), знаком которой является красный огненный шар (англ. red fireball), магия нападения и разрушения. Может призывать огненных существ, огнём и молниями сеять опустошение в рядах противника. Волшебник хаоса столь могуч в разрушении, что может уничтожить целый город одной лишь магией, вызвать метеоритную бурю (англ. meteor storm) или осквернить весь мир.
Магия природы (англ. Nature magic), знаком которой является зелёное дерево (англ. green tree), магия роста и процветания. Этой магией можно изменить мир в лучшую сторону, превратив пустыни или стылые горы в процветающие равнины. Владеющий ею способен обрушить на врага гнев стихий в виде ледяного шторма (англ. ice storm) или же могущественных существ природы. Способен связать свои города сетью «земляных» врат (англ. earth gate), позволяющих мгновенное перемещение между городами.
Магия чародейства (англ. Sorcery magic), знаком которой является голубой бриллиант (англ. blue diamond), магия иллюзий и контроля воздуха. Волшебник, владеющий этой магией, способен наделить своих солдат способностью летать (англ. fly) или сделать их невидимыми (англ. invisible). Так же он способен призвать существ, игнорирующих практически любую защиту и бьющих прямо сквозь щиты и броню. Ко всему прочему, эта магия даёт возможность развеивать заклинания других (англ. dispell) (мощнее, чем тайная магия), противостоять (англ. resist) или захватывать контроль (англ. control) над вражескими заклятьями (англ. spells).
Чем больше книг волшебник выбрал в определённой магии, тем более могущественными заклинаниями соответствующей школы он может овладеть. При создании игрового персонажа даётся возможность выбрать несколько заклинаний, которые волшебник будет знать изначально.

### Войска
Несмотря на то, что в магическом арсенале игры есть заклинания, способные уничтожить целые армии и города, ничто не может заменить армию ни в защите, ни в нападении. Таким образом, бо́льшая часть продукции городов тратится на поддержание боеспособной армии, способной противостоять оппонентам.
Войска подразделяются на обычные войска (англ. normal units), призванных существ (англ.  summoned creatures) и героев(англ. heroes). Каждое подразделение характеризуется несколькими параметрами: первый — сила атаки (англ. attack strength), отдельно для ближнего боя (англ. melee) и дистанционной атаки (англ. ranged), которая может осуществляться различными «боеприпасами» (стрелы, камни, магия, огонь и так далее); второй — защита (англ. defense); третий — сопротивление магическим атакам (англ. resistance), каждый определяет способность подразделения противостоять обычным и магическим атакам, соответственно; четвёртый — очки жизни (англ. hit points): в случае, если в подразделении больше одного воина, этот параметр означает «количество жизни» отдельного воина подразделения; пятый — очки передвижения (англ. movement rating), на фактическое количество ходов влияет то, каким образом осуществляется передвижение (пеший ход, умение парить, летать, плавать) и местность, по которой движется подразделение. Помимо этих основных параметров каждое подразделение может иметь, дополнительно, специальные способности (англ. special abilities), которые могут использоваться либо на стратегической карте, либо на тактической, а иногда и там, и там. К примеру, Архангел (англ. Archangel) повышает силу атаки подразделений, находящихся с ним в одной армии на поле боя, а Рейнджер Кочевников (англ. Nomad Rangers) может передвигаться по любой местности с такой же скоростью, как и по дороге.
Подразделение в MoM может содержать от одного до девяти воинов. Сила каждой атаки или защиты вычисляется, исходя из количества живых воинов на момент атаки или её отражения. Если один из воинов погибает, то сила атаки/защиты подразделения падает на его силу атаки/защиты. Подразделение, получившее повреждения во время битвы, после боя постепенно восстанавливает численность воинов и/или очки жизни. Исцеление подразделения можно ускорить, если завести подразделение в город или если объединить подразделение с войсками, имеющими исцеляющие способности (шаманами (англ. shamans), жрецами (англ. priests)). Также есть подразделения, которые не исцеляются со временем (в основном призванные с помощью магии смерти и обладающие особой способностью — нежить (англ. undead creature)); в противовес им существуют подразделения, обладающие особой способностью — регенерация (англ. regeneration), после каждой битвы выходящие без каких-либо повреждений, при условии, что они не были уничтожены полностью.

#### Обычные войска
Обычные войска — это армии смертных, тренируемые, выращиваемые или производимые в городах. Они не относятся к самым сильным войскам в игре, но могут стать серьёзным противником после набора опыта и усиления магическими заклинаниями. На содержание таких армии требуется золото или еда, либо и то и другое. Искусный маг смерти, однако, может с помощью глобальных заклинаний или при помощи призванных существ обратить поверженное вражеское войско в армию нежити, не требующую на своё содержание ни золота, ни еды.
Обычные войска подразделяются на стандартные, набор которых возможен практически у каждой расы, не требуя специальных зданий, и уникальных для каждой расы воинов, производство которых требует постройки специальных зданий. Несмотря на наличие практически у каждой расы воинов из стандартного набора, они отличаются своими способностями, силой/защитой, количеством воинов в подразделении и размером платы за их содержание. К примеру, мечники (англ. swordsmen) троллей в четыре раза сильнее человеческих и обладают способностью к регенерации, общей для всей расы троллей.

#### Уникальные войска
Уникальные войска, в отличие от стандартных, могут быть очень серьёзными противниками, даже без усиления магией. Известный пример представляют собой Паладины (англ. Paladins) людей: помимо того, что это быстрая кавалерия с сильной атакой/защитой, они обладают ещё и специальной способностью — иммунитетом к магии (англ. immunity to magic), что даёт им возможность успешно управляться с любым видом противников, от мечников до Великих Драконов (англ. Great Drakes).
До последнего обновления игры Паладины были практически неуязвимы, армия паладинов могла уничтожить любую армию любого мага и перебить войска самого сильного узла без существенных потерь. Позднее этот дисбаланс был исправлен.

## Наследники
Несмотря на благоприятные отзывы критиков и большую армию поклонников, непосредственного продолжения Master of Magic не было создано. Однако игра оказала значительное влияние на развитие жанра пошаговой фэнтезийной стратегии. В частности, сильное влияние Master of Magic оказал на создание двух игр: серии Age of Wonders и Elemental: War of Magic, а также вышедшую в 2015 году Sorcerer King. Ещё сильнее она повлияла на вышедшую 8 мая 2012 года Warlock: Master of the Arcane.
Игра Worlds of Magic, разработанная польской студией Wastelands Interactive и выпущенная в 2015 году, создавалась как идейный наследник Master of Magic. Средства на её разработку были собраны с помощью краудфандинга через платформу Kickstarter. Позже в этом же году эта игра была перевыпущена на игровых консолях с подзаголовком Worlds of Magic: Planar Conquest, а на мобильных устройствах в 2016 году — как просто Planar Conquest.
В 2019 году британская компания Slitherine Software выкупила у Atari права на медиафраншизу Master of Magic. В июне 2021 года Slitherine анонсировала новую игру под названием Master of Magic — ребут оригинальной игры 1994 года. Её разработкой занимается польская студия MuHa Games. Релиз ремейка состоялся 13 декабря 2022 года.